# Nico Dostal
Nikolaus Josef Michael Dostal (27. listopadu 1895 Korneuburg – 27. října 1981 Salcburk) byl rakouský hudební skladatel.

## Život
Nico Dostal nejprve studoval práva na univerzitě ve Vídni, ale pak přešel ke studiu hudby na Akademii duchovní hudby v Klosterneuburgu, kterou absolvoval v roce 1913 „Velkou mši“ D dur.
Během 1. světové války sloužil v rakouské armádě a v letech 1919–1924 působil jako dirigent divadelních orchestrů v Innsbrucku, Sankt Pölten, Vídni, Černovcích a v Salcburku. V roce 1924 odešel do Berlína, vydávyl hudební literaturu a pracoval jako aranžér na volné noze pro přední německé a rakouské operetní skladatele, jako byli Oscar Straus, Franz Lehár, Walter Kollo, Paul Abraham a Robert Stolz.
Kromě toho působil jako dirigent a skladatel. Začal komponovat operety a hudbu k filmům. Mimořádný úspěch mu přinesla v roce 1933 hudba k filmu Kaiserwalzer a opereta Clivia. V těsném sledu pak následovala řada dalších operet a filmů. V roce 1942 se oženil s operní zpěvačkou Lillie Clausovou. Jejich syn, Roman Dostal, se stal dirigentem.
V roce 1946 přesídlil do Vídně a od roku 1954 žil v Salcburku. Dále komponoval operety, muzikály a hudbu k filmům, ale také chrámovou hudbu.
Nico Dostal zemřel v Salcburku 27. října 1981 ve věku 85 let. Je pochován na městském hřbitově.

## Vyznamenání
- Čestný kříž za vědu a umění 1. třídy (1965)
- Záslužný řád Spolkové republiky Německo (1972)
- Čestný prsten města Salcburk a města Korneuburg
- Paul-Lincke-Ring
- Kulturní cena dolnorakouské zemské vlády

## Dílo

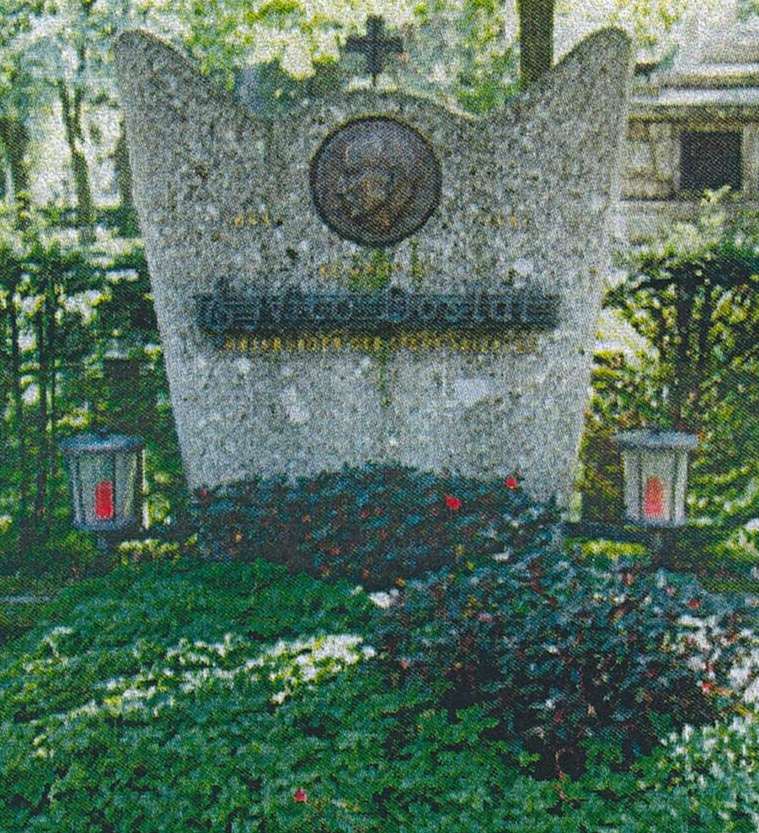
Hrob skladatele v Salcburku

### Jevištní díla
- Die exzentrische Frau (opereta, 1922, Salcburk)
- Lagunenzauber (Max Reimann/Franz Wagner, opereta, 1923, Opernhaus Graz)
- Clivia (Karl Amberg/Franz Maregg, opereta, 1933 Berlín, Theater am Nollendorfplatz)
- Die Vielgeliebte (Rudolf Köller/Franz Maregg, opereta, 1934, Neues Opernhaus Lipsko)
- Prinzessin Nofretete (Nico Dostal/Rudolf Köller, opereta, 1936 Kolín nad Rýnem)
- Extrablätter (Gustav Quedenfeldt, opereta, 1937 Brémy)
- Monika (Hermann Hermecke, opereta, 1937 Stuttgart)
- Die ungarische Hochzeit (Hermann Hermecke, opereta, 1939 Stuttgart)
- Die Flucht ins Glück (Hermann Hermecke, opereta, 1940 Stuttgart)
- Die große Tänzerin (Hans Schachner, opereta, 1942 Chemnitz)
- Eva im Abendkleid (Franz und Maria Gribitz, hudební veselohra, 1942 Chemnitz)
- Manina (Hans Adler/Alexander Lix, opereta, Berlín, Admiralspalast)
- Verzauberte Herzen (Bruno Hardt-Warden, singspiel, 1946, neprovedeno)
- Ein Fremder in Venedig (Felix Smetana, opera, 1946, neprovedeno)
- Süße kleine Freundin (Franz und Maria Gribitz, hudební veselohra, 1949 Wuppertal)
- Zirkusblut (Hermann Hermecke, opereta, 1950 Lipsko)
- Der Kurier der Königin (Max Wallner/Kurt Feltz, opereta, 1950 Hamburg)
- Doktor Eisenbart (Hermann Hermecke, opereta, 1952 Norimberk)
- Der dritte Wunsch (Hans Adler, hra s kouzly a hudbou, 1954 Norimberk)
- Liebesbriefe (Hubert Marischka/Rudolf Österreicher, opereta, 1955 Vídeň)
- So macht man Karriere (Peter Herz/Willy Fuchs, muzikál, 1961 Norimberk)
- Rhapsodie der Liebe (Peter Herz/Paul Knepler, opereta, 1963 Norimberk)
- Der goldene Spiegel (hudební komedie, neprovedeno)
- Don Juan und Figaro oder Das Lamm des Armen (Peter Herz, komická opera, 1990 Laxenburg)

### Filmová hudba
- Drei Tage Mittelarrest (1930)
- Chacun sa chance (1930)
- Kopfüber ins Glück (1931)
- Kaiserwalzer (1933)
- Fiakerlied (1936)
- Das Mädchen mit dem guten Ruf (1938)
- Mordsache Holm (1938)
- 13 Stühle (1938)
- Der Optimist (1938)
- Das Lied der Wüste (1939)
- Heimatland (podle operety "Monika") (1939)
- Die Geierwally (1940)
- Schwarz auf weiß (1943)
- Glück bei Frauen (1944)
- Kind der Donau (1950)
- Frühling auf dem Eis (1951)
- Das Herz einer Frau (1951)
- Seesterne (1952)
- Clivia (1954)
- Ein Walzer zu zweien (TV film) (1975)